# Lithophyllum skottsbergii
Lithophyllum  skottsbergii Lemoine, 1920  é o nome botânico  de uma espécie de algas vermelhas pluricelulares do gênero Lithophyllum, família Corallinaceae.
- São algas marinhas encontradas no Chile.

## Sinonímia
- Não apresenta sinônimos.